# Nikiforos
Nikiforos (griechisch Νικηφόρος (m. sg.), türkisch Nusratlı) ist ein Ortsgemeinschaft und in der Regionaleinheit Drama in der Verwaltungsregion Ostmakedonien und Thrakien in Griechenland. Seit der Kommunalverwaltungsreform 2011 ist es eine  Ortsgemeinschaft in der Gemeinde Paranesti. Die Gemeindeeinheit hat eine Fläche von knapp 33 km². Die Volkszählung von 2011 ergab eine Bevölkerung von 321 Einwohnern.

## Geschichte

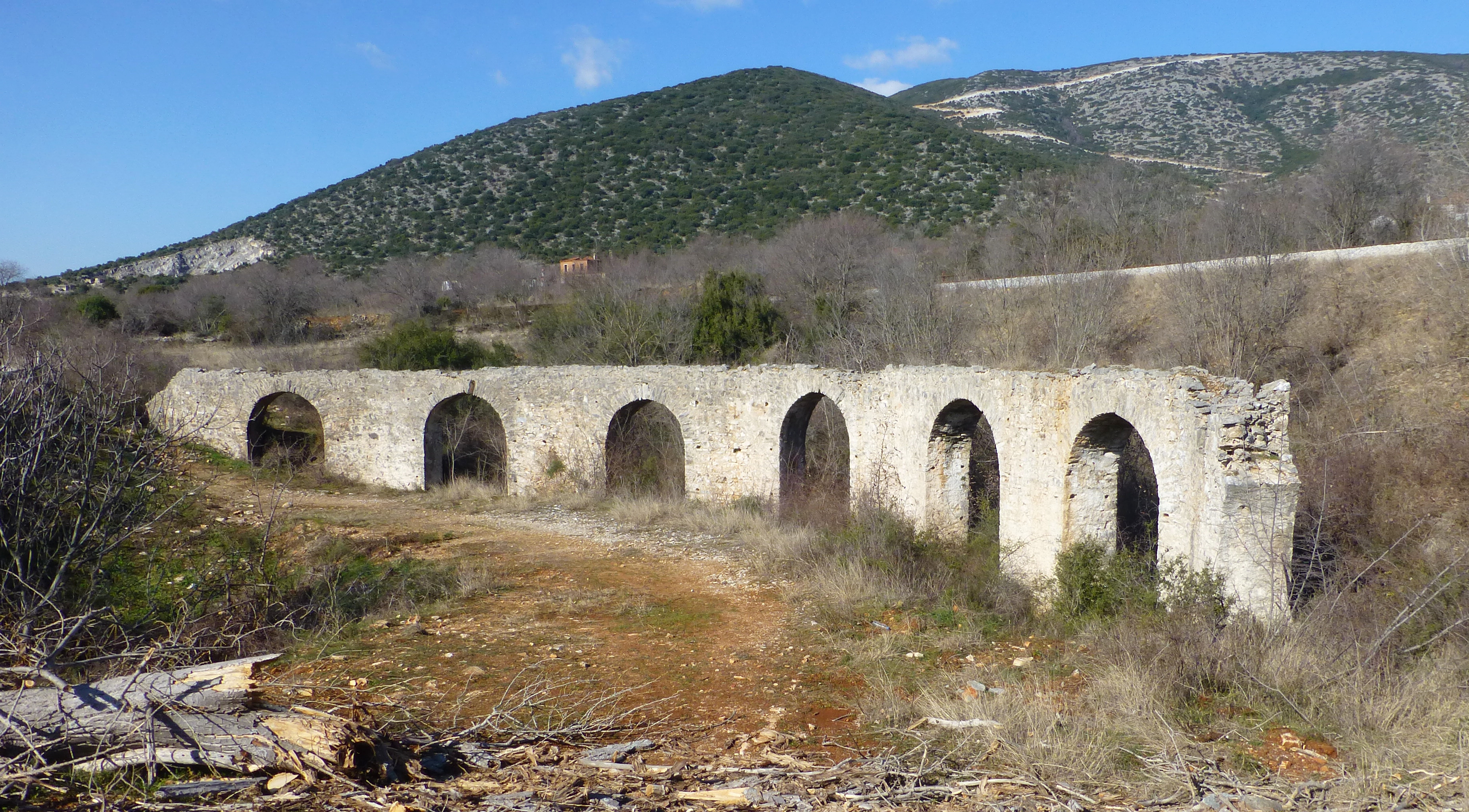
Römisches Aquädukt in Nikiforos, auch bekannt als „Brücke von Drama“.

In Nikiforos befindet sich ein historisches römisches Aquädukt, das auch unter dem Namen „Brücke von Drama“ bekannt ist. Auf einem Hügel etwa 800 Meter südwestlich von Nikiforos in Richtung des Dorfes Adriani wurde eine prähistorische Siedlung identifiziert, die zur archäologischen Stätte erklärt wurde.
Im 19. Jahrhundert, zur Zeit des Osmanisch Reiches, gehörte es zur Unterverwaltung (kaza) von Drama.
Zu Griechenland kam das Dorf nach dem Ende der Balkankriege. Nach der Unterzeichnung des Vertrags von Lausanne im Jahre 1923 zwischen der Türkei und Griechenland ließen sich griechische Flüchtlinge aus der Türkei (204 Familien – 828 Personen) im Dorf nieder, während die muslimische Bevölkerung in die Türkei zog (sogenannter Bevölkerungsaustausch). Das Dorf wurde zu Ehren des byzantinischen Kaisers Nikiforos II Phokas, der zur mazedonischen Dynastie gehörte, benannt.

## Bevölkerungsentwicklung
| Jahr | Einwohner |
| ---- | --------- |
| 1928 | 1035      |
| 1940 | 1213      |
| 1951 | 949       |
| 1961 | 1002      |
| 1971 | 698       |

| Jahr | Einwohner |
| ---- | --------- |
| 1981 | 508       |
| 1991 | 436       |
| 2001 | 436       |
| 2011 | 296       |
| 2021 | ?         |

## Verschiedenes
Durch das Dorf führt die die Eisenbahnlinie Thessaloniki – Alexandroupolis, deren Bahnhof in Nikiforos als Denkmal ausgewiesen wurde.
Der Schutzpatron des Dorfes ist der heilige Georg (um 300).
Das Nikiforos-Gymnasium mit Oberstufenklassen ist die einzige öffentliche Schule in Griechenland, die über eine Sternwarte, ein Physiklabor im Freien und einen Sonnenuhrenpark verfügt.

## Personen
Nikiforos ist der Geburtsort des Generals Ibrahim Pascha (1789–1848), Sohn von Mehmed Ali, der für kurze Zeit Wali, das heißt, Gouverneur der osmanischen Provinz Ägypten war.